# Nebeteneate
Nebeteneate (Senhora da árvore de sicómoro; o nome era um dos atributos da deusa Hator) ou Nebetá ("Senhora do Palácio") foi uma antiga princesa egípcia e consorte do faraó Amenófis III em meados da 18.ª Dinastia. Ela foi uma das filhas mais novas do casal real Amenófis III e da rainha Tí. O seu nome é conhecido por um fragmento canópico de alabastro encontrado no vale das Rainhas. O jarro canópico fazia parte de um achado conhecido como o Túmulo das Princesas.
Uma das múmias encontradas na tumba KV35 conhecida como "Jovem Dama" foi apontada como provavelmente sendo de Nebetá ou Bequetatém. Estudiosos que apontam que Nebetá e Bequetatém eram idênticas. Algo que reforçaria a hipótese desta princesa ser a múmia conhecida como "Jovem Dama" seria considerar o fato de Nebetá não ser mais mencionada após o período de reinado do faraó Aquenáton e de que Bequetatém nunca havia sido mencionada antes do Período de Amarna iniciado por seu irmão Aquenáton durante seu reinado como faraó. Sugere-se que Nebetá mudou seu nome para Bequetatém devido ao novo modo de reinado do seu irmão Aquenáton mudar a cultura egípcia e fortalecer o culto ao Deus Áton. A múmia conhecida como "Jovem Dama" foi constatada por pesquisas genéticas como a mãe do faraó Tutancâmon e irmã do faraó Aquenáton com descendência direta do faraó Amenófis III com a rainha Tí, o que seria mais um forte indício desta princesa ser a jovem múmia encontrada na tumba KV35.